# Panagiōtīs Spyropoulos
Panagiōtīs Spyropoulos (in greco Παναγιώτης Σπυρόπουλος?; Atene, 21 agosto 1992) è un calciatore greco, difensore del Mykonou.

## Caratteristiche tecniche
È un terzino destro.

## Carriera

### Club
Ha giocato nella prima divisione greca.

### Nazionale
Ha giocato nella nazionale greca Under-21.

## Palmarès

### Club

#### Competizioni nazionali
- Coppa di Grecia: 1

Panathinaikos: 2013-2014